# Rosița, Dobrici
Rosița (în bulgară Росица, în română Fundeni) este un sat în comuna Gheneral-Toșevo, regiunea Dobrici, Dobrogea de Sud, Bulgaria. 
Între anii 1913-1940 a făcut parte din plasa Traian a județului Constanța, România. 

## Demografie
Componența etnică a satului Rosița
     Turci (34,34%)
     Bulgari (56,59%)
     Romi (7,96%)
     Nicio identificare (1,09%)
La recensământul din 2011, populația satului Rosița era de 364 locuitori. Din punct de vedere etnic, majoritatea locuitorilor (56,59%) erau bulgari, existând și minorități de turci (34,34%) și romi (7,96%). Pentru 1,09% din locuitori nu este cunoscută apartenența etnică.